# Municipio de Devnya
Devnya (en búlgaro: Община Девня) es un municipio búlgaro situado en la provincia de Varna. Tiene una población estimada, a mediados de junio de 2024, de 9712 habitantes.
La presencia de abundante agua y depósitos de piedra caliza, una fuente inagotable de materiales de construcción, han atraído a habitantes de otras zonas desde la antigüedad. Las ricas fuentes de agua, sal y piedra caliza se convirtieron en la base para el desarrollo de una gran industria química.

## Demografía
Según el censo de 2011, en ese momento la localidad tenía una población de 8730 habitantes. El 73.99% de los habitantes eran búlgaros, el 7.54% eran turcos y el 6.02% eran gitanos.
Se ubica en el centro de la provincia. Por la capital municipal pasa la carretera A2, que une Varna con Shumen. La esquina suroriental del término municipal tiene salida al lago Beloslav y alberga un área industrial con puerto y estación de ferrocarril que forma parte del complejo del puerto de Varna.

## Localidades
| Localidades | Cirílico | Población (diciembre de 2009) |
| ----------- | -------- | ----------------------------- |
| Devnya      | Девня    | 8383                          |
| Kipra       | Кипра    | 509                           |
| Padina      | Падина   | 342                           |
| Total       |          | 9234                          |